# 联邦大道
联邦大道（全称「吉隆坡－巴生联邦2号高速公路」）位于马来西亚半岛巴生谷，是一条长45（28英里）的高速公路，衔接吉隆坡、八打灵再也、梳邦再也、莎亚南和巴生五个城市。大道止于东端的雪兰莪牌楼，并在之后和东西连贯大道相连。大道收费路段由南北大道有限公司（Projek Lebuhraya Utara Selatan Berhad，简称PLUS）管理，而其他非收费路段则由公共工程局（JKR）管理。

## 历史

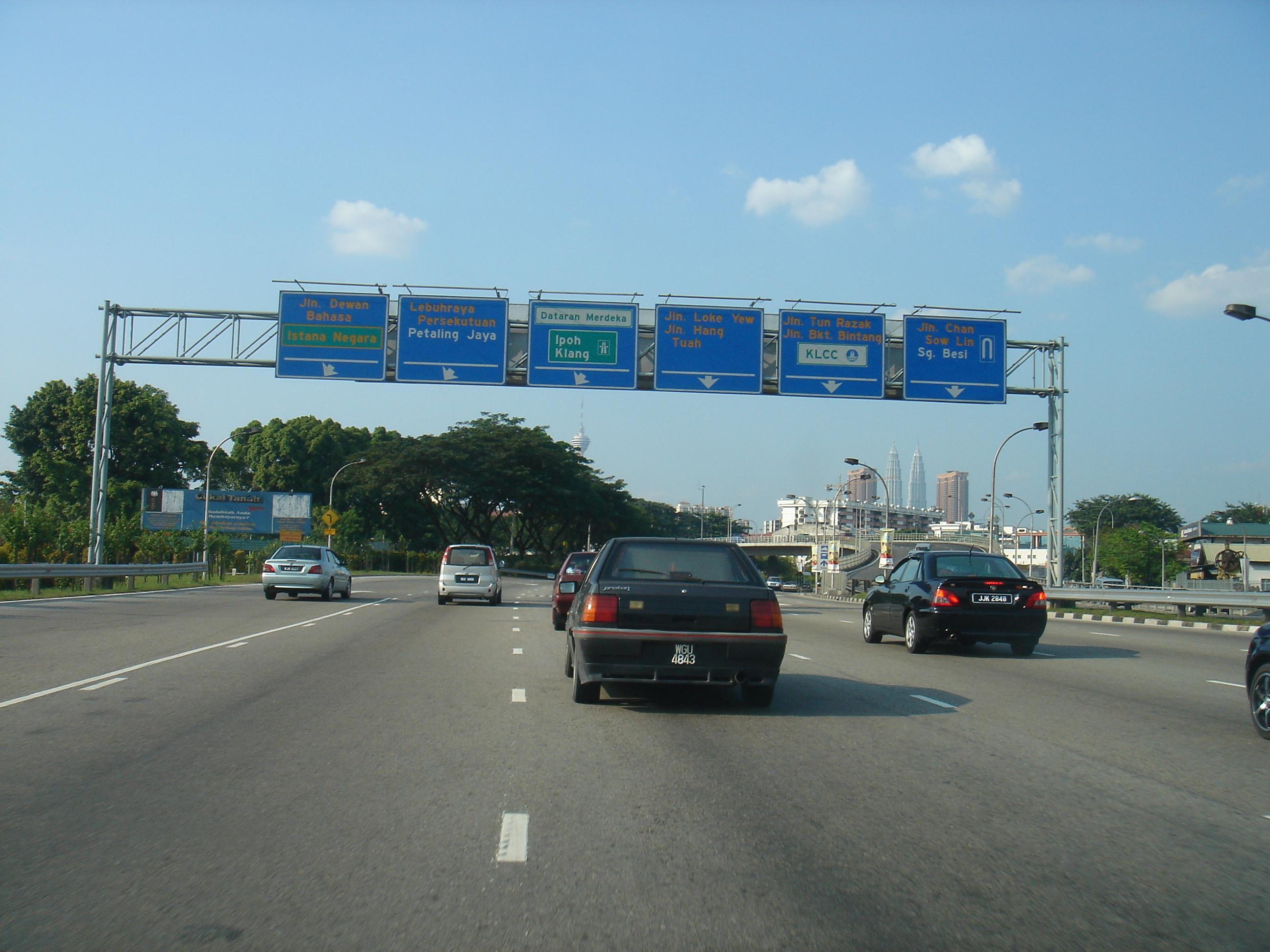
联邦大道将吉隆坡和雪兰莪巴生连接起来

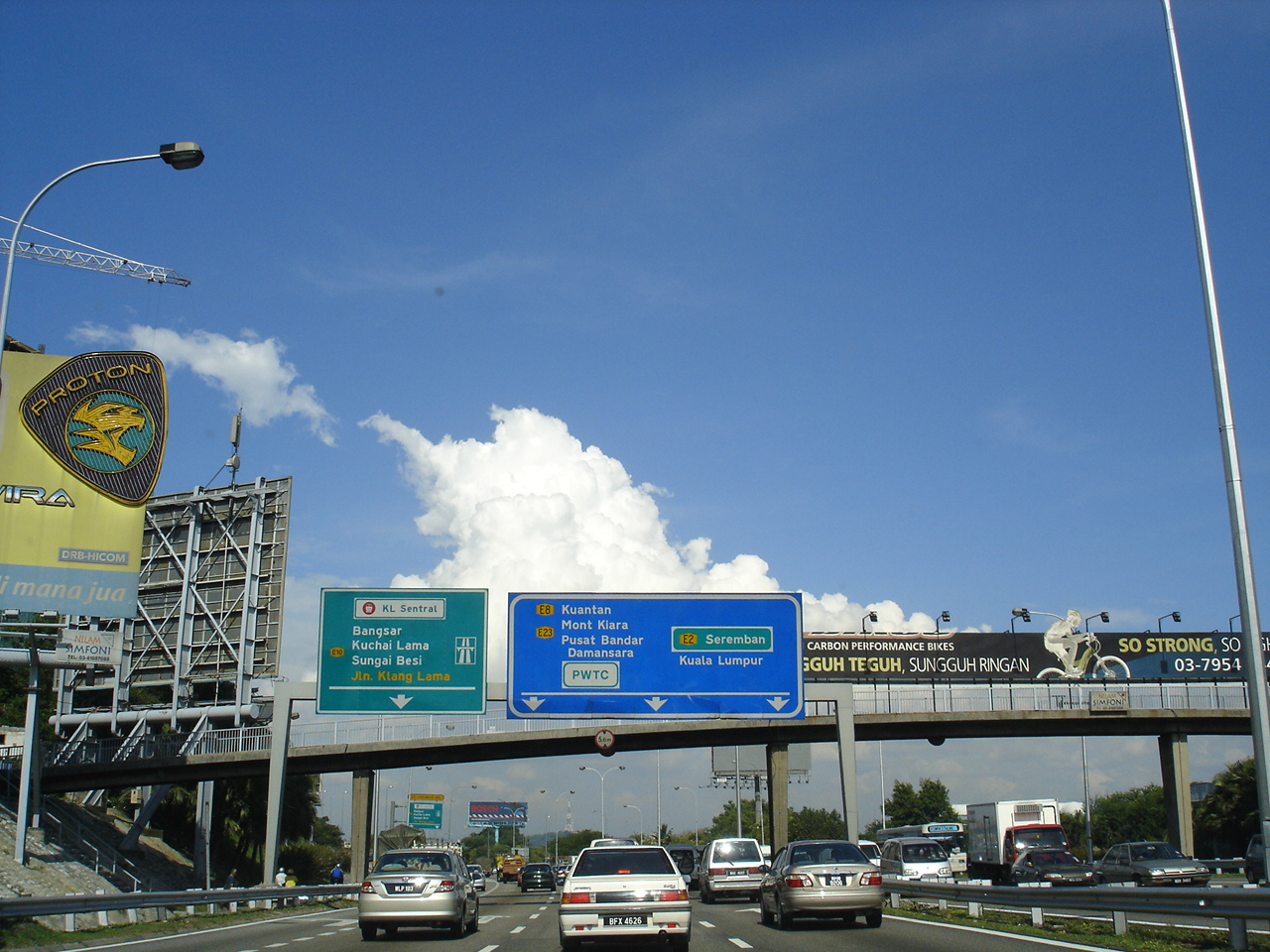
联邦大道八打灵再也往吉隆坡方向的车道一景

1965年8月9日新加坡独立后，马来西亚亟需另辟新港，即瑞天咸港（现称巴生港）以作进出口贸易。因此当局决定在巴生港和吉隆坡之间建设一条高速公路连接两地，将前吉隆坡－巴生路升格为大道，并在1959年1月14日通车，将原有的交界处改为交通枢纽，使联邦大道成为马来西亚第一条高速公路。马来西亚公共工程局在1974年推行隆灵两市交通提升计划，该计划包括吉隆坡内环公路、吉隆坡第一中环公路、赛布特拉路及联邦大道吉隆坡至八打灵再也路段。在世界银行融资下，公共工程局从1974至1977年展开提升工程，全程各路段为4车道，除了八打灵再也路段为来回6车道（各3条车道）。1992年，南北大道公司（PLUS）將联邦大道从原本的来回4条车道，正式提升为全程6条车道，並在梳邦再也和莎亚南交界的峇都知甲与临近巴生的双溪拉骚设立新的收费站。提升后的联邦大道于1993年5月11日启用，初期普通车辆过路费分別为50仙及60仙，如今收费分別为1令吉及1令吉10仙，运载货物的罗里收费则更高。该大道每日的交通量颇高，时常面对交通拥堵问题，即使在作为联邦大道替代路线的新班底大道（NPE）启用后，交通拥堵问题还是没有得到缓解。

### 梳邦机场交通枢纽和市会连贯公路的提升工程
马来西亚公共工程局在2005年为联邦大道进行提升工程，这项由和合建筑与另一家土著公司－阿末扎基资源有限公司（Ahmad Zaki Resources Berhad）联营所负责的提升工程，共耗资3亿5千700万令吉。其中工程包括加宽全长7.3公里（2车道加宽至3车道）大道，提升梳邦机场交通枢纽和建造市会连贯公路（Majlis Link），后则于2007年3月完工，前者则于2009年9月完工。

## 特点

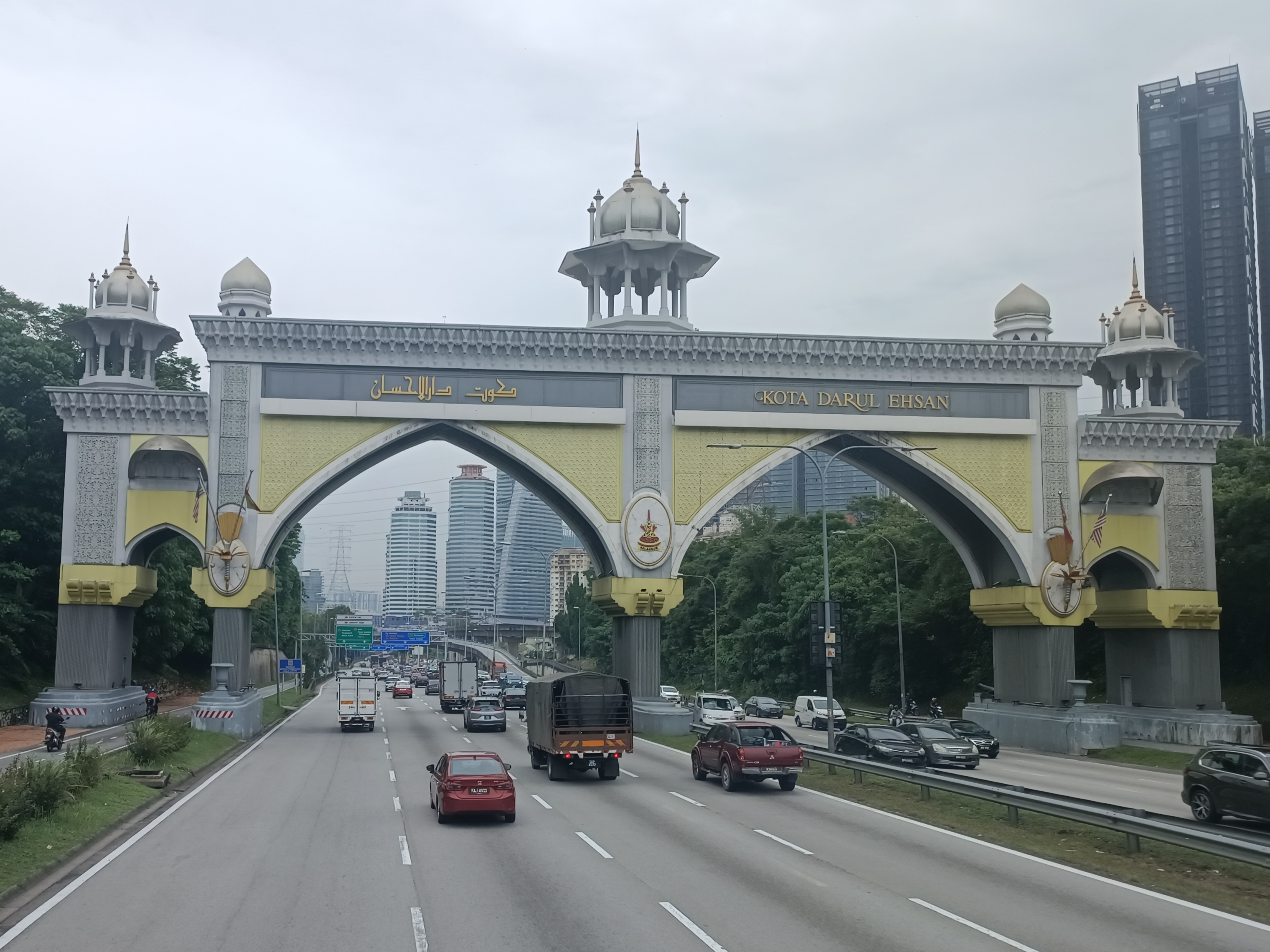
雪兰莪牌楼

- 由吉隆坡綜合交通資訊系統（ITIS）交通管理中心提供的道路远程监控系统（VMS）[8]
- 紧急电话亭（仅限南北大道公司管理路段）
- 3至4条来回车道（双向6至8车道）
- 速度限制为大部分路段最高每小时90公里
- 发光二极管街灯
- 电子发光二极管看板

### 地标
- 联邦大道的主要地标是雪兰莪牌楼，位于八打灵再也，是马来西亚最大的拱门。[9]该拱门是馬來西亞聯邦政府為答謝雪蘭莪蘇丹願意將吉隆坡劃分為聯邦直轄區，而特意為雪蘭莪州所興建[10]。
- 另外一个地标是位于巴生靠近双溪拉骚收费站的马来剑碑，但已于2014年迁移至他处[11][12]。马来剑是一把双刃小剑，是古代马来武士的随身武器，象征权力和勇气。马来剑纪念碑建于1985年9月30日，以志时任雪兰莪苏丹登基银禧周年之庆[13]。

### 其他特点
- 联邦大道全程设有摩托车道以避免汽车和摩托车发生意外，限速每小时70公里，惟摩托骑士不能使用普通车道[14][15]。
- 位于雪兰莪莎亚南的雪兰莪交通圈（也称莎亚南苜蓿葉型交通樞紐）是马来西亚最大的苜蓿葉型交通樞紐。
- 联邦大道旁设有许多酿酒厂，其中有位于双溪威的马来西亚海尼根公司（Heineken）酿酒厂和位于莎亚南的皇帽（Carlsberg）酿酒厂[16][17]。

### 重型车辆禁止通行路段
在工作日和高峰时段，超过10吨的重型车辆（除了巴士和油罐车）禁止驶入从双溪拉骚至梳邦的路段（5.6至19.2公里）。除了公共假期以外，重型车辆不得在周一至周五6时30分到9时30分的繁忙时段期间使用大道，违例者将被罚款。

## 争议

### 摩托车车道所面临的危险
联邦大道是马来西亚首个拥有摩托车专用道的高速公路。然而联邦大道摩哆车道隧道昏暗、低洼处积水、车道年久失修、不时发生劫案等问题使摩托车骑士的安全受到威胁，而这些车道原本是为自行车骑士准备的，车速最高也只能达每小时60公里。
2016年8月29日，时任马来西亚工程部长法迪拉·尤索夫巡视危机四伏的摩托车道，之后工程部表示将会拨款三百一十三万令吉用来提升现有的摩托车道，并在阴暗区装置街灯、在低洼地区装置水泵房，重新油漆道路线和隧道墙面、扩大狭窄的道路，建立高架桥、增加告示板和修复损坏的交界处。
2016年10月21日，马来西亚政府宣布将会拨款两千九百万令吉用来提升现有的联邦大道摩托车道，其中包括提升排水系統（以便減輕洪水帶來的衝擊）和興建2條高架摩哆车專用道，以確保道路使用者的安全，预计2018年4月完工。

### 时常发生交通拥堵的区域
以下为联邦大道数个被鉴定为时常发生交通拥堵的区域。
| 公里       | 行驶方向 | 路段                               | 原因                                   |
| ---------- | -------- | ---------------------------------- | -------------------------------------- |
| 11－15     | 往吉隆坡 | 从雪兰莪交通圈至峇都知甲交通枢纽   | 车辆使用交通枢纽转入梳邦－峇都知甲路。 |
| 19－27.3   | 往吉隆坡 | 从梳邦机场交通枢纽至新班底大道出口 | 车辆从白沙罗－蒲种大道驶入。           |
| 33.1－21.1 | 往巴生   | 从东方路交通枢纽至双威交通枢纽     | 车辆转入白沙罗－蒲种大道。             |

## 著名意外
- 1988年12月18日－马来西亚国家足球队队员阿鲁姆甘在八打灵再也靠近马赛地汽车陈列室时不幸发生车祸死亡[24]。
- 2010年12月8日－一名司机在联邦大道靠近斯里斯迪亚第27.3公里路段尝试非法U转，最终发生车祸，造成3人死亡[25][26]。
- 2013年4月21日－5人在联邦大道靠近莎阿南第10.1公里路段发生车祸死亡[27]。

## 收费站
自1993年5月11日以来，联邦大道的收费站由私人公司南北大道公司管理，直到2038年合约才结束。然而政府在2018年马来西亚财政预算案宣布提早废除收费站，并在2018年1月1日生效。

### 电子收费
2014年7月10日，南北大道发文告宣布自该年9月1日起，峇都知甲至双溪拉骚收费站的所有收费车道将全面改用电子化付费操作，以让公众更顺畅行驶。而公众可选择使用南北大道里程卡（PLUS Miles）、一触即通卡（Touch 'n Go）或SmartTAG精明卡来进行付款，而此举是为了鼓励公众使用更方便舒适的电子付费系统，进而减少收费站前因使用现金付款而导致车辆大排长龙，也减少在收费站前发生抢劫事件的概率。然而，工程部在8月30日宣布，原定于该年9月1日落实电子化付费的措施将展延至另行通知为止，以让更多驾驶人士能够有充足的时间做准备。
自2014年11月22日起，聯邦大道峇都知甲收費站與雙溪拉騷收費站全面實行電子收費。

### 收费价格
以下收费站自2018年1月1日起已被解除收费。
双溪拉骚收费站（SGR）
| 级别 | 交通工具种类                          | 旧收费（令吉） | *每日离峰时段收费 | *佳节离峰时段收费 |
| ---- | ------------------------------------- | -------------- | ----------------- | ----------------- |
| 0    | 摩托车、自行车或拥有2轮以下的交通工具 | 免费           | 无                | 无                |
| 1    | 拥有2轴与3或4轮的交通工具，除了计程车 | 1.00           | 0.90              | 0.80              |
| 2    | 拥有2轴与5或6轮的交通工具，除了巴士   | 1.30           | 无                | 无                |
| 3    | 拥有3轴或以上的交通工具               | 2.00           | 无                | 无                |
| 4    | 计程车                                | 0.40           | 无                | 无                |
| 5    | 巴士                                  | 0.80           | 无                | 无                |

峇都知甲收费站（BTT）
| 级别 | 交通工具种类                          | 旧收费（令吉） | *每日离峰时段收费 | *佳节离峰时段收费 |
| ---- | ------------------------------------- | -------------- | ----------------- | ----------------- |
| 0    | 摩托车、自行车或拥有2轮以下的交通工具 | 免费           | 无                | 无                |
| 1    | 拥有2轴与3或4轮的交通工具，除了计程车 | 1.10           | 1.00              | 0.90              |
| 2    | 拥有2轴与5或6轮的交通工具，除了巴士   | 1.50           | 无                | 无                |
| 3    | 拥有3轴或以上的交通工具               | 2.20           | 无                | 无                |
| 4    | 计程车                                | 0.40           | 无                | 无                |
| 5    | 巴士                                  | 0.90           | 无                | 无                |

（*凌晨至早上7时之间，以令吉为单位）
注：收费站只接受一触即通卡（Touch 'n Go）、南北大道里程卡（PLUSMiles）或SmartTAG付费。不接受现金支付。

## 交流道列表
以下为联邦大道之交通枢纽（I/C）和出口列表。
图例：
- I/C－交通枢纽，I/S－交界处，RSA－公路服務區（休息站），OBR－高架天桥餐厅，L/B－停车处，V/P－观景点，TN－隧道，T/P－收费站，BR－桥梁

| 州属              | 城市                   | 公里    | 出口 | 名称                            | 目的地 | 车道数量           | 速度限制     | 注释                                                    |
| ----------------- | ---------------------- | ------- | ---- | ------------------------------- | --- | ------------------ | ------------ | ------------------------------------------------------- |
| 通往依不拉欣道    |                        |         |      |                                 | |                    |              |                                                         |
| 雪蘭莪            | 巴生市                 |         | 208  | 巴生100号交通圈I/C              | 峇都知甲路 – 巴生市中心、巴生中路、加埔 | 四                 | 每小时90公里 | 环岛型交通枢纽 南北大道公司界限                         |
| 雪蘭莪            | 巴生市                 |         | 209  | 百家利花园交通圈 I/C            | 旧峇都知甲路 – 拿督莫哈末西丁路（康乐桥） 拉惹哇里道 – 百家利花园、武吉拉惹                                                                                             | 六                 | 每小时90公里 |                                                         |
| 雪蘭莪            | 巴生市                 |         |      | 武吉拉惹1道出口                 | 武吉拉惹1道 – 巴生卫星市 | 六                 | 每小时90公里 | 往吉隆坡方向                                            |
| 雪蘭莪            | 巴生市                 | 5.6-5.7 |      | 双溪拉骚 I/C                    | 北巴生海峡大道 – 巴生卫星市、巴生港、加埔、中路、 新巴生河流域大道（武吉拉惹） · 旧峇都知甲路 – 拿督莫哈末西丁路（康乐桥）                                              | 六                 | 每小时90公里 |                                                         |
| 雪蘭莪            | 莎亚南（八打灵县）     |         | BR   | 双溪拉骚桥                      | | 六                 | 每小时90公里 | 巴生－莎亚南边界                                        |
| 雪蘭莪            | 莎亚南（八打灵县）     |         |      | 双溪拉骚出口                    | 旧峇都知甲路 – 双溪拉骚路 | 六                 | 每小时90公里 | 往巴生方向                                              |
| 雪蘭莪            | 莎亚南（八打灵县）     |         |      | I-City I/C                      | I-City道 – I-City | 六                 | 每小时90公里 | 2014年启用                                              |
| 雪蘭莪            | 莎亚南（八打灵县）     |         | T/P  | 双溪拉骚收费站                  | TnG POS TnG TAG TnG TAG TnG TnG POS | 14                 | 每小时60公里 | 2018年起废除                                            |
| 雪蘭莪            | 莎亚南（八打灵县）     |         | L/B  | 双溪拉骚 L/B                    | 双溪拉骚 L/B - TnG TAG 顾客服务中心 | 六                 | 每小时90公里 | 往吉隆坡方向                                            |
| 雪蘭莪            | 莎亚南（八打灵县）     |         |      | 巴当爪哇 I/C                    | BSA7加央岸道 – 莎亚南、玛拉工艺大学、莎亚南医院 巴当爪哇路 – 巴当爪哇 马来西亚陆路交通局（JPJ）雪兰莪总部                                                               | 八                 | 每小时90公里 | 钻石型交通枢纽                                          |
| 雪蘭莪            | 莎亚南（八打灵县）     | 9       | L/B  | 莎亚南 L/B                      | 莎亚南 L/B - 国油 肯德基 TnG TAG Spot, 壳牌 | 八                 | 每小时90公里 | 往吉隆坡方向                                            |
| 雪蘭莪            | 莎亚南（八打灵县）     | 9       | L/B  | 莎亚南 L/B                      | 莎亚南 L/B - BH Petrol | 八                 | 每小时90公里 | 往巴生方向                                              |
| 雪蘭莪            | 莎亚南（八打灵县）     | 11      |      | 雪兰莪交通圈 I/C（莎亚南主I/C） | 哥文宁－莎亚南大道 – 阿南英比安、哥文宁 · BSA1 苏丹道 – 莎亚南市中心玛拉工艺大学 · 雪兰莪道 – 莎亚南工业区                                                              | 六                 | 每小时90公里 | 苜蓿叶型交通圈                                          |
| 雪蘭莪            | 莎亚南（八打灵县）     | 13      | L/B  | 国油 L/B                        | 国油 L/B - 国油 | 六                 | 每小时90公里 | 往巴生方向，旁边有华人墓地                              |
| 雪蘭莪            | 莎亚南（八打灵县）     | 13      |      | 美拉华蒂交通圈 I/C              | BSA7 加央岸道 – 莎亚南第9至13区 · BSA7 莎亚南－蒲种大道 – 蒲種、莎亚南工业区                                                                                            | 六                 | 每小时90公里 | 环岛型交通枢纽                                          |
| 雪蘭莪            | 莎亚南（八打灵县）     | 14.6    | L/B  | 佩特龙和壳牌 L/B                | 佩特龙和壳牌 L/B - 佩特龙 、 壳牌 | 六                 | 每小时90公里 | 往吉隆坡方向                                            |
| 雪蘭莪            | 莎亚南（八打灵县）     |         |      | 雪兰莪道出口                    | 雪兰莪道 – 莎亚南第15和16区、莎亚南工业区、皇冠酿酒厂 | 八                 | 每小时90公里 | 往吉隆坡方向                                            |
| 雪蘭莪            | 莎亚南（八打灵县）     | 14.9    | BR   | 白沙罗河桥                      | | 八                 | 每小时90公里 |                                                         |
| 雪蘭莪            | 莎亚南（八打灵县）     | 15      |      | 峇都知甲 I/C                    | 梳邦路 – HICOM－格林玛丽、 牙直利大道（武吉日落洞） · 朱比力霹雳道 – 峇都知甲、蒲種、 南北大道第二中环衔接大道（Ebor北）                                                | 八                 | 每小时90公里 | 钻石型交通枢纽                                          |
| 雪蘭莪            | 莎亚南（八打灵县）     |         |      | 丽阳维璟 I/C                    | 梳邦科技道 – 丽阳维璟、梳邦再也 | 八                 | 每小时90公里 | 建造中、Y型交通枢纽                                     |
| 雪蘭莪            | 莎亚南（八打灵县）     |         | T/P  | 峇都知甲收费站                  | TnG POS TnG TAG TnG TnG POS | 12                 | 每小时60公里 | 2018年起废除                                            |
| 雪蘭莪            | 莎亚南（八打灵县）     | 16.9    | L/B  | 峇都知甲收费站 L/B              | 峇都知甲收费站 L/B - TnG TAG 顾客服务中心 | 八                 | 每小时90公里 | 往吉隆坡方向                                            |
| 雪蘭莪            | 莎亚南（八打灵县）     | 17      | L/B  | 峇都知甲收费站 L/B              | 峇都知甲收费站 L/B - 壳牌 , 国油 艾德熊（A&W） TnG TAG Spot | 八                 | 每小时90公里 | 往吉隆坡方向                                            |
| 雪蘭莪            | 莎亚南（八打灵县）     | 17.2    | BR   | 跨铁路高架桥                    | | 八                 | 每小时90公里 | 10 天空花园线                                           |
| 雪蘭莪            | 莎亚南（八打灵县）     | 17.9    |      | 梳邦再也 I/C                    | 杜祖安道 – 梳邦再也、梳邦再也UEP区、🏬梳邦百利、🏬梳邦帝国 | 八                 | 每小时90公里 | 喇叭型交通枢纽                                          |
| 雪蘭莪            | 莎亚南（八打灵县）     | 18      | L/B  | 壳牌和国油 L/B                  | 壳牌和国油 L/B - 壳牌 、 国油 、星巴克 | 八                 | 每小时90公里 | 往吉隆坡方向                                            |
| 雪蘭莪            | 莎亚南（八打灵县）     | 17.9    |      | 梳邦机场 I/C                    | 梳邦机场高速公路 – 梳邦、苏丹阿都阿兹沙机场、 新巴生河流域大道（梳邦）                                                                                                  | 六                 | 每小时90公里 | 环状型交通枢纽 莎亚南－八打灵再也边界 南北大道公司界限  |
| 雪蘭莪            | 八打灵再也（八打灵县） | 18.2    | 219  | 梳邦再也出口                    | 格华芝班道 – 梳邦再也、梳邦再也UEP区、🏬梳邦百利、🏬梳邦帝国 | 六                 | 每小时90公里 | 往巴生方向                                              |
| 雪蘭莪            | 八打灵再也（八打灵县） |         | 220  | 自由工业区出口                  | SS 8/2路 – 双溪威工业区、SS1 | 八                 | 每小时90公里 | 往吉隆坡方向                                            |
| 雪蘭莪            | 八打灵再也（八打灵县） |         | 221  | 梳邦国家高尔夫球俱乐部出口      | SS 7/2路 – 梳邦国家高尔夫球俱乐部、SS7、格拉那再也、八打灵再也体育场 | 八                 | 每小时90公里 | 往吉隆坡方向                                            |
| 雪蘭莪            | 八打灵再也（八打灵县） |         |      | 🚉 斯迪亚再也站                 | 🚉 斯迪亚再也站 – KTM通勤铁路&BRT SL | 八                 | 每小时90公里 | 往巴生方向                                              |
| 雪蘭莪            | 八打灵再也（八打灵县） | 21.1    | 222  | 双威 I/C                        | 白沙羅－蒲種大道 – 甲洞、安邦、蕉赖、蒲種、双威镇 | 八                 | 每小时90公里 | 多层分歧型钻石型交通枢纽                                |
| 雪蘭莪            | 八打灵再也（八打灵县） |         | 223  | 斯里斯迪亚出口                  | SS 9a/1路 – 双溪威、斯里斯迪亚、格拉那再也 | 八                 | 每小时90公里 | 往吉隆坡方向                                            |
| 雪蘭莪            | 八打灵再也（八打灵县） | 27      |      | 🚉 斯里斯迪亚站                 | 🚉 斯里斯迪亚站 – KTM通勤铁路 | 六                 | 每小时90公里 | 往巴生方向                                              |
| 雪蘭莪            | 八打灵再也（八打灵县） |         | 224  | 新班底大道出口                  | 新班底大道 – 孟沙、旧古仔、新街场、旧巴生路 | 六                 | 每小时90公里 | 从/往巴生而已                                           |
| 雪蘭莪            | 八打灵再也（八打灵县） |         | 225  | 227路出口                       | 225路 – 八打灵再也旧区 | 六                 | 每小时90公里 | 往吉隆坡方向                                            |
| 雪蘭莪            | 八打灵再也（八打灵县） |         | BR   | 本查河桥                        | | 六                 | 每小时90公里 |                                                         |
| 雪蘭莪            | 八打灵再也（八打灵县） | 31.3    | 226  | 邓普勒 I/C                      | 邓普勒路 – 八打灵再也旧区 P.P.纳拉亚南路（222路） – 灵南（PJS） | 八                 | 每小时90公里 | 钻石型交通枢纽                                          |
| 雪蘭莪            | 八打灵再也（八打灵县） | 32.4    | 227  | 西方路 I/C                      | 八打灵再也内环公路 – 北方路、西方路、八打灵再也市中心、 亞洲再也站 🚉                                                                                                   | 八                 | 每小时90公里 | 钻石型交通枢纽                                          |
| 雪蘭莪            | 八打灵再也（八打灵县） | 33.1    | 228  | 东方路 I/C                      | 八打灵再也内环公路 – 东方路、北方路、八打灵再也市中心、 再也花园站 🚉                                                                                                   | 八                 | 每小时90公里 | 钻石型交通枢纽                                          |
| 雪蘭莪            | 八打灵再也（八打灵县） |         | 229  | 加星路出口                      | 大学路 – 马来亚大学 马大医院 加星路 – 八打灵再也旧区 | 八                 | 每小时90公里 | 半钻石型交通枢纽 从/往吉隆坡而已                        |
| 雪蘭莪            | 八打灵再也（八打灵县） |         |      | 雪兰莪牌楼                      | | 八                 | 每小时90公里 | 八打灵再也（雪兰莪八打灵县）－吉隆坡边界 公共工程局界限 |
| 吉隆坡            | 吉隆坡                 |         |      | 格灵芝 I/C                      | 西部疏散大道（格灵芝连贯公路） – 满家乐、金地花园、白沙罗 · 新班底路 –格灵芝、孟沙、馬來西亞電訊大廈、🚉格灵芝站 · 格灵芝路 –孟沙南城（格灵芝）、🚉大学站、🏬KL-Gateway | 十（部分路段为六） | 每小时90公里 | T型交通枢纽 钻石型交通枢纽                              |
| 吉隆坡            | 吉隆坡                 |         |      | 谷中城出口                      | 孟沙－八打灵再也绕道 – 孟沙 赛布特拉环圈 –谷中城、🏬美嘉广场、🏬花园广场、 A至F区、🚉谷中城站                                                                           | 八                 | 每小时90公里 | 从往巴生而已                                            |
| 吉隆坡            | 吉隆坡                 |         | BR   | 跨铁路高架桥                    | | 八                 | 每小时90公里 | 2 巴生港线铁路轨道                                      |
| 吉隆坡            | 吉隆坡                 |         | BR   | 巴生河大桥                      | | 12                 | 每小时90公里 |                                                         |
| 吉隆坡            | 吉隆坡                 |         |      | 新班底大道出口                  | 新班底大道 – 双威镇、梳邦再也、🚉广播大厦站 | 4+8                | 每小时90公里 | 从吉隆坡而已                                            |
| 吉隆坡            | 吉隆坡                 |         |      | 士布爹 I/C                      | 赛布特拉路 – 吉隆坡市中心、十五碑、🚉吉隆坡中央車站 · 旧巴生路 –旧古仔、华联花园、蒲种                                                                                  | 四                 | 每小时90公里 | 环状型交通枢纽                                          |
| 通往 东西连贯大道 |                        |         |      |                                 | |                    |              |                                                         |

## 外部連結
- 南北大道有限公司官网 （页面存档备份，存于）
- 吉隆坡综合交通资讯系统网站 （页面存档备份，存于）
- 马来西亚公共工程局官网
- 马来西亚大道局官网 （页面存档备份，存于）